# Soyer
| Soyer model SC met een 350 cc Chaise-kopklepmotor uit 1930 |

Soyer is een historisch merk van motorfietsen.
Ets. Soyer & Cie, Colombes, later Levallois (1920-1935).
Bekend Frans merk dat 98 cc tweetakten en vooral 248- tot 498 cc eencilinders met zij- of kopklepmotoren van JAP en Sturmey-Archer leverde.
De eerste motoren van Soyer waren uitgerust met tweetaktmotoren 248 cc en had nog een riemaandrijving. Deze fietsen waren zeer succesvol in endurance races, zoals de rit "Paris-Nice", de "Tour de France" of de rit "Paris-Pyrénées-Paris".
Uit 1928 op er waren ook Soyer motoren met 350 cc en 500 cc met bovenliggende nokkenas (Patent Slater).
Soyer 1930 introduceerde het model SC, die was uitgerust met een 350 cc OHV Chaisemotor, werd 1931 dit model gestaakt.